# Tricky
Tricky (születési nevén Adrian Nicholas Matthews Thaws, Bristol, 1968. január 28., –) angol zenei producer, DJ. A trip hop műfaj úttörőjének számít, de számtalan egyéb műfaj is vegyül zenéjében.

## Élete
Apja jamaikai származású, anyja guyanai/angol származású volt. Anyja meghalt, amikor Tricky négy éves volt. A halál pontos oka ismeretlen, de feltehetően epilepszia miatt hunyt el vagy öngyilkosságot követett el. Első nagylemezét róla nevezte el. Kis korában már a bűn útjára lépett, egy bandában is szerepelt, amely autókat lopott, verekedett és betöréseket követett el. Nagymamája engedte őt horrorfilmeket nézni, már 15 éves korában. 17 évesen börtönbe került, mikor hamis ötvenfontosokat vett egy barátjától. A nyolcvanas években a "The Wild Bunch" nevezetű csoportosulás része volt, amely később a népszerű Massive Attack együttessé nőtte ki magát. Első nagylemezét 1995-ben jelentette meg. Filmekben illetve tévésorozatokban is szerepelt. 2015-ben Berlinbe költözött. Több előadóval illetve együttessel kollaborált már. Első albuma szerepel az 1001 lemez, amelyet hallanod kell, mielőtt meghalsz' című könyvben.

## Diszkográfia
- Maxinquaye (1995)
- Nearly God (1996)
- Pre-Millenium Tension (1996)
- Angels with Dirty Faces (1998)
- Juxtapose (1999)
- Blowback (2001)
- Vulnerable (2003)
- Knowle West Boy (2008)
- Mixed Race (2010)
- False Idols (2013)
- Adrian Thaws (2014)
- Skilled Mechanics (2016)
- Ununiform (2017)